# Sobór Wniebowstąpienia Pańskiego w Joszkar-Ole
Sobór Wniebowstąpienia Pańskiego – prawosławny sobór parafialny w Joszkar-Ole, dawna katedra eparchii joszkar-olijskiej i marijskiej Rosyjskiego Kościoła Prawosławnego.

## Historia
Cerkiew została zbudowana z inicjatywy kupca Iwana Pczelina i z przeznaczonych przez niego na ten cel funduszy. Jest to typowy przykład osiemnastowiecznego barokowego budownictwa rosyjskiego – na wzniesionej na planie kwadratu nawie wznosi się ośmioboczny wysoki bęben, na którym z kolei posadowiona jest kopuła zwieńczona kopułką cebulastą. Bogato zdobione są obramowania okien. Nazwiska twórców świątyni nie są znane.
Do 1917 w cerkwi znajdowało się pięć ołtarzy: główny Wniebowstąpienia Pańskiego, boczny Kazańskiej Ikony Matki Bożej, dolny Podwyższenia Krzyża Pańskiego i dwa boczne w dolnej cerkwi: Trzech Świętych Hierarchów oraz Świętych Guriasza i Warsonofiusza Kazańskich. Obiekt sakralny był bogato wyposażony. W jego wnętrzu znajdował się pięciorzędowy rzeźbiony ikonostas. Największym kultem otaczano w budynku ikony św. Mikołaja Cudotwórcy oraz św. Jerzego Zwycięzcy napisane na dwóch stronach kamienia.
Natychmiast po rewolucji październikowej duchowieństwo służące w cerkwi Wniebowstąpienia Pańskiego przystąpiło do Żywej Cerkwi, następnie wróciło do kanonicznego Patriarchatu Moskiewskiego poprzez złożenie aktu pokuty przed metropolitą niżnonowogrodzkim Sergiuszem. W latach 1929–1935 w świątyni służyli biskupi marijscy, wikariusze eparchii niżnonowogrodzkiej. Następnie budowlę ponownie przekazano Żywej Cerkwi, jednak już po dwóch latach władze radzieckie zdecydowały o jej zamknięciu dla kultu. W cerkwi znajdowała się siedziba radia, następnie magazyn, towarzystwo artystyczne i fabryka.
Zrujnowana cerkiew została zwrócona Rosyjskiemu Kościołowi Prawosławnemu w połowie lat 90. XX wieku. W 1995 przywrócono do użytku liturgicznego główny ołtarz, następnie także dwa ołtarze boczne, trwa przywracanie budynku do stanu sprzed 1937. Obiekt stał się katedrą eparchii joszkar-olijskiej i marijskiej. Dekretem patriarchy moskiewskiego i całej Rusi Cyryla z 12 czerwca 2016, katedrą eparchii został sobór Zwiastowania w Joszkar-Ole (poświęcony przez patriarchę tego samego dnia), natomiast sobór Wniebowstąpienia Pańskiego pozostaje od tej pory jedynie świątynią parafialną.